# Danilo Aceval
Danilo Vicente Aceval Maldonado (Arroyos y Esteros, 15 de setembro de 1975) é um ex-futebolista paraguaio , que atuava como goleiro.

## Carreira
Aceval integrou a Seleção Paraguaia de Futebol na Copa América de 1999. Seu último ano de atividade foi 2002 no Club Olimpia, com 27 anos, na cidade de Asunción, Paraguay.